# Wolfsberg (Turyngia)
Wolfsberg – dawna gmina w Niemczech, w kraju związkowym Turyngia, w powiecie Ilm. 6 lipca 2018 gminę zlikwidowano, a jej części (Ortsteil): Gräfinau-Angstedt, Wümbach oraz Bücheloh włączono do miasta Ilmenau.

## Współpraca
Miejscowości partnerskie:
- Haiger, Hesja
- Lusigny, Francja